# Organizace islámské spolupráce
Organizace islámské spolupráce (anglicky Organisation of Islamic Cooperation – OIC, francouzsky Organisation de la Coopération Islamique – OCI, arabsky منظمة التعاون الاسلامي‎) je mezinárodní organizace sestávající z 57 členských zemí. Její snahou je být kolektivním hlasem islámského světa (Umma), chránit zájmy muslimů a zajistit jejich rozvoj. V roce 1990 přijaly členské státy OIC/OCI Káhirskou deklaraci lidských práv v islámu, ve které je islámské právo šaría jedinou referencí pro vysvětlení kteréhokoli z článků této deklarace (ČLÁNEK 25).
Jedná se o největší mezinárodní organizaci mimo Organizaci spojených národů. Jejími oficiálními jazyky jsou arabština, angličtina a francouzština. Před 28. červnem 2011 se nazývala Organizace islámské konference.

## Členské země
Organizace islámské spolupráce má 57 členů, z nichž všechny kromě Palestiny jsou OSN uznány jako státy. Některé z nich, hlavně v západní Africe, nejsou státy s muslimskou většinou. Některé státy s významnou muslimskou menšinou, jako např. Rusko a Thajsko, jsou pozorovatelskými státy organizace, zatímco např. Indie a Etiopie členy nejsou.
| Členský stát                              | Vstup | Poznámky                                                 |
| ----------------------------------------- | ----- | -------------------------------------------------------- |
| Afghánistán                               | 1969  | Členství přerušeno v období 1980 – březen 1989           |
| Alžírsko                                  | 1969  |                                                          |
| Čad                                       | 1969  |                                                          |
| Egypt                                     | 1969  | Členství přerušeno v období květen 1979 – březen 1984    |
| Guinea                                    | 1969  |                                                          |
| Indonésie                                 | 1969  |                                                          |
| Írán                                      | 1969  |                                                          |
| Jordánsko                                 | 1969  |                                                          |
| Kuvajt                                    | 1969  |                                                          |
| Libanon                                   | 1969  |                                                          |
| Libye                                     | 1969  |                                                          |
| Malajsie                                  | 1969  |                                                          |
| Mali                                      | 1969  |                                                          |
| Mauritánie                                | 1969  |                                                          |
| Maroko                                    | 1969  |                                                          |
| Niger                                     | 1969  |                                                          |
| Pákistán                                  | 1969  | Blokuje členství Indie                                   |
| Palestina                                 | 1969  |                                                          |
| Saúdská Arábie                            | 1969  |                                                          |
| Senegal                                   | 1969  |                                                          |
| Súdán                                     | 1969  |                                                          |
| Somálsko                                  | 1969  |                                                          |
| Tunisko                                   | 1969  |                                                          |
| Turecko                                   | 1969  |                                                          |
| Jemen                                     | 1969  | Od roku 1990 Jemenská republika spojena s Jižním Jemenem |
| Bahrajn                                   | 1970  |                                                          |
| Omán                                      | 1970  |                                                          |
| Katar                                     | 1970  |                                                          |
| Sýrie                                     | 1970  | Členství pozastaveno v roce 2012                         |
| Spojené arabské emiráty                   | 1970  |                                                          |
| Sierra Leone                              | 1972  |                                                          |
| Bangladéš                                 | 1974  |                                                          |
| Gabon                                     | 1974  |                                                          |
| Gambie                                    | 1974  |                                                          |
| Guinea-Bissau                             | 1974  |                                                          |
| Uganda                                    | 1974  |                                                          |
| Burkina Faso                              | 1975  |                                                          |
| Kamerun                                   | 1975  |                                                          |
| Komory                                    | 1976  |                                                          |
| Irák                                      | 1976  |                                                          |
| Maledivy                                  | 1976  |                                                          |
| Džibutsko                                 | 1978  |                                                          |
| Benin                                     | 1982  |                                                          |
| Brunej                                    | 1984  |                                                          |
| Nigérie                                   | 1986  |                                                          |
| Ázerbájdžán                               | 1991  |                                                          |
| Albánie                                   | 1992  |                                                          |
| Kyrgyzstán                                | 1992  |                                                          |
| Tádžikistán                               | 1992  |                                                          |
| Turkmenistán                              | 1992  |                                                          |
| Mosambik                                  | 1994  |                                                          |
| Kazachstán                                | 1995  |                                                          |
| Uzbekistán                                | 1995  |                                                          |
| Surinam                                   | 1996  |                                                          |
| Togo                                      | 1997  |                                                          |
| Guyana                                    | 1998  |                                                          |
| Pobřeží slonoviny                         | 2001  |                                                          |
| Bývalé členské země                       |       |                                                          |
| Zanzibar                                  | 1993  | Vystoupil v roce 1993                                    |
| Pozorující státy                          |       |                                                          |
| Bosna a Hercegovina                       | 1994  |                                                          |
| Středoafrická republika                   | 1996  |                                                          |
| Severní Kypr jako „Turecký kyperský stát“ | 1979  |                                                          |
| Thajsko                                   | 1998  |                                                          |
| Rusko                                     | 2005  |                                                          |
| Pozorovatelské mezinárodní organizace     |       |                                                          |
| Liga arabských států                      | 1975  |                                                          |
| Organizace spojených národů               | 1976  |                                                          |
| Hnutí nezúčastněných zemí                 | 1977  |                                                          |
| Africká Unie                              | 1977  | Do roku 2002 jako Organizace africké jednoty             |
| Organizace ekonomické spolupráce          | 1995  |                                                          |

### Demokracie
Index demokracie za rok 2010 sestavovaný společností Economist Intelligence Unit žádnou zemi OIC neoznačil za úplnou demokracii a jen 3 země označil za nefunkční demokracie. Zbytek byl zařazen buď mezi autoritativní režimy nebo hybridní režimy.

### Svobody
Ve výroční zprávě organizace Freedom House za rok 2010 byly tři státy OIC označený za svobodné co se týče politických a občanských práv. Reportéři bez hranic ve svém Indexu svobody tisku za rok 2010 označili situaci v Mali a Surinamu za uspokojivou. Ostatní státy patří do rozmezí význačné problémy až velmi vážná situace.